# La viuda y el loro
La viuda y el loro (Título original en inglés: The Widow and the Parrot: A True Story), es un cuento para niños de la autora inglesa Virginia Woolf escrito a principios de la década de 1920 para el periódico familiar (The Charleston Bulletin) que editaban sus sobrinos Julian y Quentin Bell.

## Argumento
El texto está inspirado en una historia real y trata sobre el amor a los animales.
Tiene como personaje principal a una viuda que recibe como legado de su difunto hermano una casa vieja donde vivía este último, entre otros bienes. Dentro de la casa se encuentra con un loro de mal genio, que al final terminará por ayudar a la anciana a encontrar un tesoro escondido.